# Ориентабия уссурийская
Ориентабия уссурийская (лат. Orientabia egregia) — вид насекомых из семейства булавоусых пилильщиков-цимбицид (Cimbicidae). Занесён в Красную книгу России.
Чёрного цвета пилильщик длиной около 1,5 см. Усики состоят из 8 члеников с неясной 3-члениковой булавой. Грудь и голова сильно опушенные. Наличник спереди с вырезкой.
Эндемик южного Приморья. Единственная находка долгое время была известна только из окрестностей Владивостока. Количественные учеты численности не проводились. В 2008 году найден в Лазовском заповеднике.